# えのきのこ
えのきのこ enocinoco  (11月9日 O型-)  は、日本のイラストレーター、グラフィックデザイナー、プランナー。株式会社SolxS所属。
twitch公式パートナー。
enocinocoの正式な読み方は「ci」=「き」や「co」＝「こ」でえのきのこが歌手のCoccoファンだったことからきているそうだ。

## 主な仕事
- Ursa Encounter- DOTA2 TI7シークレットショップ(T-シャツデザイン)
- 札幌全日空ホテル開業40周年記念札幌全日空ホテル監修×セイコーマートざんぎプロジェクト -さっぽろザンギプロジェクトマスコットキャラクターデザイン
- MT蝦夷トフ(MT Ezo-Toph)「こぼれイクラトフ」-キャラクターデザイン
- 北海道ザンギ連盟ひよりちゃん - マスコットキャラクターデザイン
- 元素たん＼快感フィーバー／  - キャラクターデザイン 
  - 王国ツクール〜かわいい元素がけんこく！ -キャラクターデザイン
  - 元素たんLINEスタンプ

- リトルベリーズ (キャラクター)
  - 生キャンディー（パッケージデザイン）
  - 長栄交通痛タク（レイアウト/デザイン）
  - ar画像制作(docomo/HMカンパニー)
  - 生クッキー（パッケージデザイン）
  - HMカンパニーリトルベリーズMGアイコン制作 -キャラクターデザイン
- 2011年札幌コンサートホールKitara「Kitara NEWS」表紙イラスト

## その他
- ぽちくん＆こじとらくんの雪像をみんなでつくろう！-2016年さっぽろ雪まつり市民雪像 -2016
- MARA CUP2(The Oyster Major) -DOTA2非公式大会デザイン知識スポンサー＆スタッフ -2017
- マレーシアコスプレ＆アートイベント展示販売 -Oceanus Waterfront Mall Kota Kinabalu -2015
- 岡川薬局の美女カフェ1日店長 -2015
- 第655回 札幌人図鑑 -インタビュー
- 北海道ベンチャースタートアップEXPO出展 2014
- France Japan Expo 2014 展示販売
- 株式会社SolxS(ソルクス)起業 -2013.5.20~

## 受賞歴
- 『米スタープロジェクト』で第1回札幌市クリエイティブビジネスコンペ　優秀賞、北海道経済産業局長賞 -2013